# شهرستان جامبیل، استان جامبیل
شهرستان جامبیل (به قزاقی: Жамбыл ауданы، جامبىل اۋدانى) یک شهرستان در قزاقستان است که در استان جامبیل واقع شده‌است.

## خصوصیات
شهرستان جامبیل  ۷۷٬۷۱۱ نفر جمعیت دارد.